# نجمة خماسية

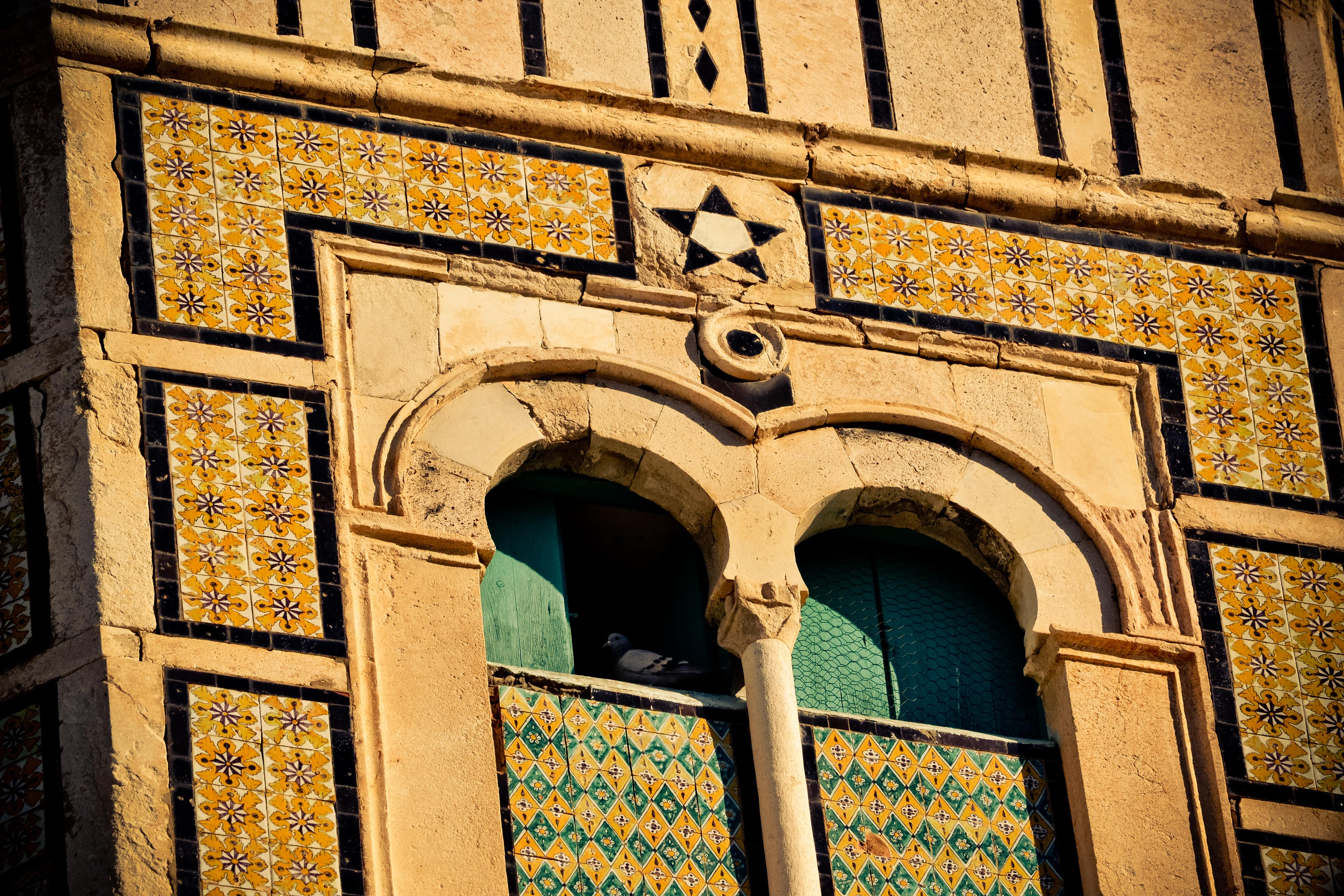
نجمة خماسية تزيّن الجامع الكبير بتستور - تونس.

نجمة خماسية هندسية.

مخطط النجمة الخماسية.

في الهندسة الرياضية، النجمة الخماسية (بالإنجليزية: Pentagram)‏ هو شكل له شكل النجمة الخماسية مرسوم باستخدام خمس قطع مستقيمة. وهو يعتبر أبسط مضلع نجمي. تحتوي النجمة الخماسية على عشرة نقاط متقاطعة، خمسة للرؤوس البارزة وخمسة للزوايا الداخلية، بالإضافة إلى خمسة عشر قطعة مستقيمة. ترسم النجمة بخطوط متساوية الطول تتقاطع في خمس نقاط في الوسط كما أن النسبة بين قطعة منها والبعد بين رأسين متتاليين خارجين تساوي النسبة المقدسة أو الذهبية فاي (Phi): 1.618.
استخدمت النجمة الخماسية بشكل رمزي في اليونان القديمة وبابل، وتستخدم اليوم كرمز للإيمان من قبل العديد من أتباع ديانة الويكا، على غرار استخدام الصليب من قبل المسيحيين. النجمة الخماسية لها ارتباطات سحرية. واليوم، بات الكثير من الناس الذين يعتنقون الوثنية الحديثة والعقائد الوثنية يرتدون مجوهرات تحمل رمز النجمة الخماسية. وقد استخدم المسيحيون سابقًا النجم الخماسي لتمثيل جِراح المسيح الخمسة.
تأتي كلمة النجمة الخماسية من الكلمة اليونانية (باليونانية: πεντάγραμμον، الإنجليزية: pentagrammon)‏، من (pente) وتعني، «خمسة» و (grammē) وتعني خط. تشير كلمة النجمة الخماسية إلى النجم فقط وتشير كلمة المُخمس (pentacle) إلى النجم داخل الدائرة على وجه التحديد، وفي الغالب تحيل الكلمتان إلى نفس الشكل. إنَّ كلمة (pentalpha) هي إحياء حديث (في القرن السابع عشر) لاسم يوناني من فترة ما بعد الكلاسيكية يعبر عن الشكل.

## التاريخ

### التاريخ المُبكر
كان الحرف الرسومي الخماسي، في بدايات الكتابة السومرية أو المسمارية الأثرية في فترة الأسرة الأولى في أور [الإنجليزية]، بمثابة رسم لفظي لكلمة (أوب ub) والتي تعني «زاوية، صنارة، مُنعزل (مكان صغير)، تجويف، فتحة، حفرة»، وقد أدى هذا لاحقًا إلى ظهور العلامة المسمارية UB، المؤلفة من خمسة أسافين، والتي قُلصت إلى أربعة في الكتابة المسمارية الآشورية.
تحيل كلمة بنتيميكوس إلى المعنى التالي «الزوايا الخمس» أو «الأعماق الخمسة». وكانت عنوانًا لنظرية نشأة الكون للفيلسوف فيريسيدس السيروسي. في هذه النظرية، تكون «الزوايا الخمس» هي الفضاء الذي يضع فيه خرونوس بذوره لكي يظهر الكون.
في الأفلاطونية المحدثة، قِيل أن النجم الخماسي قد استخدم كرمز أو علامة للاعتراف من قبل اتباع فيثاغورس، الذين أطلقوا على النجمة الخماسية تسمية هوغيَّا (باليونانية: ὑγιεία)‏ والتي تعني «الصحة».

### الرمزية الغربية

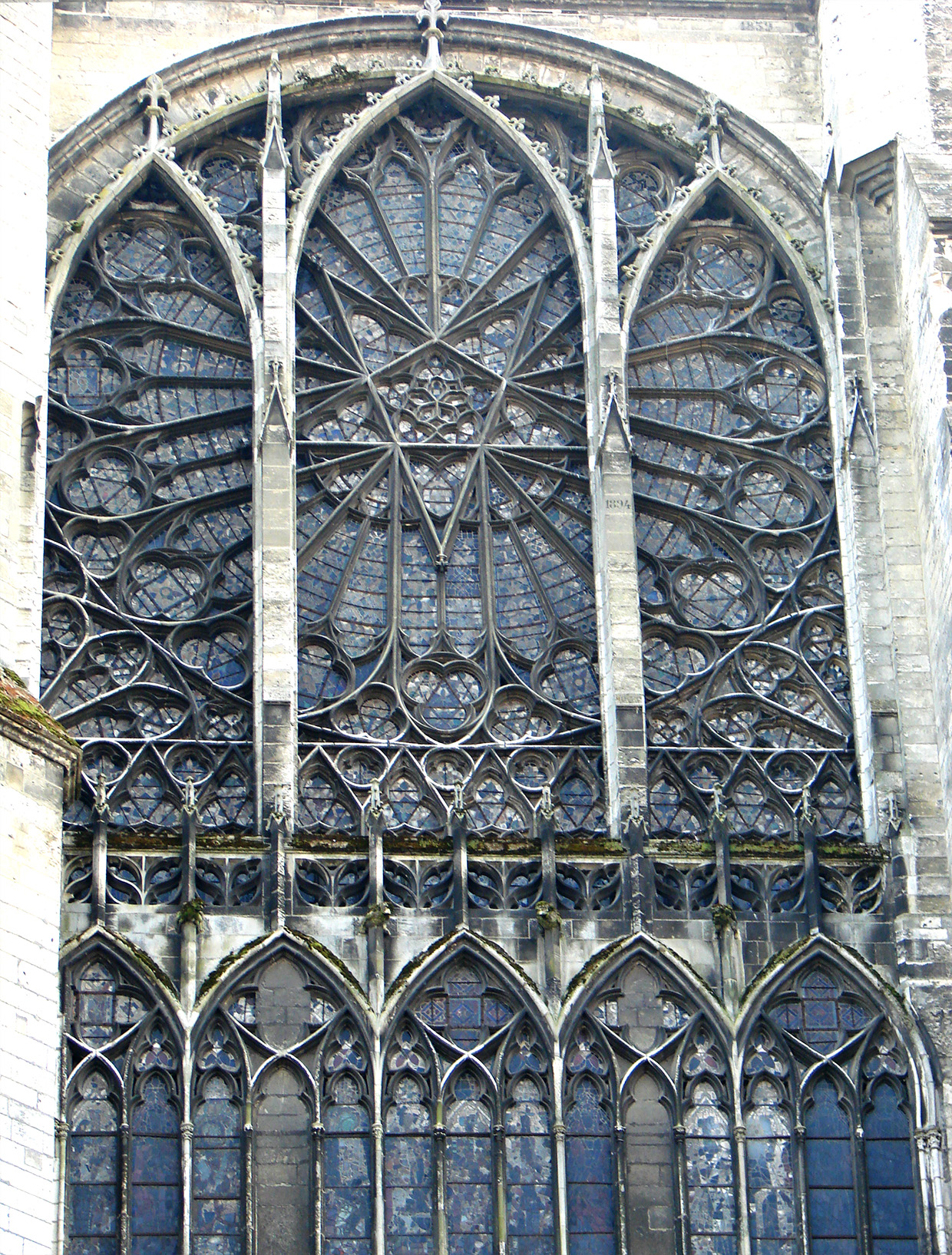
الوردة الشمالية لكاتدرائية أميان

#### العصور الوسطي
تم استخدام النجم الخماسي في العصور القديمة كرمز مسيحي للحواس الخمس، أو لجروح المسيح الخمسة. يلعب النجم الخماسي دورًا رمزيًا مهمًا في القصيدة الإنجليزية في القرن الرابع عشر السير جاوين والفارس الأخضر، حيث يزين الرمز درع البطل جاوين. ينسب الشاعر الذي لم يذكر اسمه أصل الرمز إلى الملك سليمان، ويوضح أن كل نقطة من النقاط الخمس المترابطة تمثل فضيلة مرتبطة بمجموعة من خمسة: جاوين مثالي في حواسه الخمس وأصابعه الخمسة، وفية لجروح المسيح الخمسة، الشجاعة من أفراح مريم الخمسة ليسوع، وتجسد فضائل الفروسية الخمس. الوردة الشمالية لكاتدرائية أميان تُظهر الوردة الشمالية لكاتدرائية أميان (التي بُنيت في القرن الثالث عشر) شكلًا خماسيًا. تفسر بعض المصادر النجم غير المعتاد الذي يشير إلى أسفل على أنه يرمز إلى الروح القدس النازل على الناس.

#### عصر النهضة
قام هاينريش كورنيليوس أجريبا وآخرون بإدامة شعبية النجم الخماسي كرمز سحري، عزو العناصر الأفلاطونية الخمسة إلى النقاط الخمس، بطريقة نموذجية لعصر النهضة.

#### الرومانسية
بحلول منتصف القرن التاسع عشر، ظهر تمييز آخر بين علماء التنجيم فيما يتعلق بتوجه النجم الخماسي. بنقطة واحدة إلى الأعلى، صورت الروح تترأس العناصر الأربعة للمادة، وكانت "جيدة" أساسًا. ومع ذلك، وصفها الكاتب المؤثر إيليفاس ليفي بأنها شريرة كلما ظهر الرمز في الاتجاه المعاكس. "الخماسي المعكوس، بنقطتين تسقطان إلى أعلى، هو رمز للشر ويجذب قوى شريرة لأنه يقلب الترتيب الصحيح للأشياء ويظهر انتصار المادة على الروح. إنه عنزة الشهوة التي تهاجم السماوات بقرونها، علامة ينفذها المبادرون ". "النجمة المشتعلة، عندما تنقلب رأسًا على عقب، تكون العلامة الوراثية لعنزة السحر الأسود، التي قد يكون رأسها مرسومًا بالنجمة، والقرنان في الأعلى، والأذنان إلى اليمين واليسار، اللحية من أسفل. وهي علامة العداء والوفاة. وهي عنزة الشهوة التي تهاجم السموات بقرونها. " "دعونا نحافظ على شكل النجمة الخماسية منتصبة دائمًا، بحيث يشير المثلث العلوي إلى السماء، لأنها مركز الحكمة، وإذا انعكس الشكل، فإن النتيجة هي الانحراف والشر.

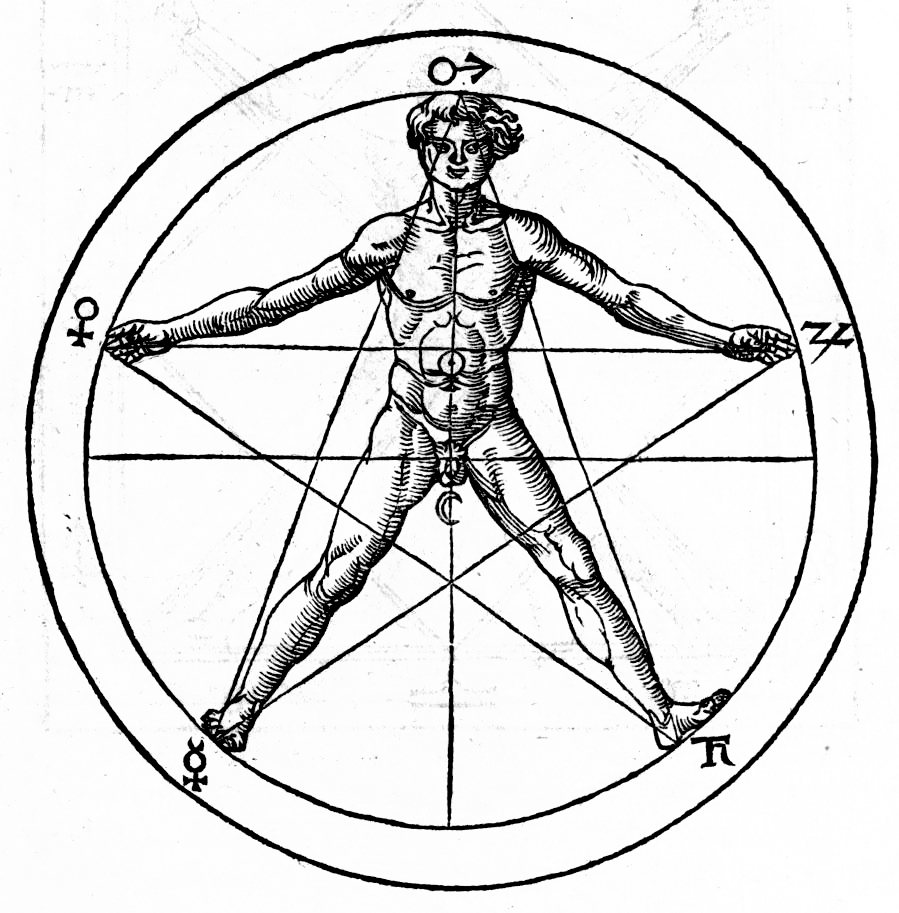
رجل منقوش في نجمة خماسية، من كتاب هاينريش كورنيليوس أجريبا ثلاثة كتب عن فلسفة التنجيم. العلامات الخمس عند رؤوس النجم الخماسي هي علامات فلكية.
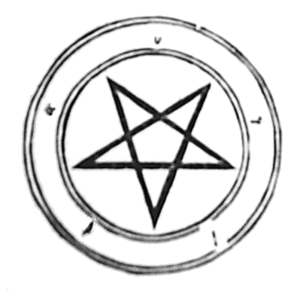
نجمة خماسية أخرى من كتاب أغريبا. هذه واحد لديها أحرف فيثاغورس منقوشة حول الدائرة.
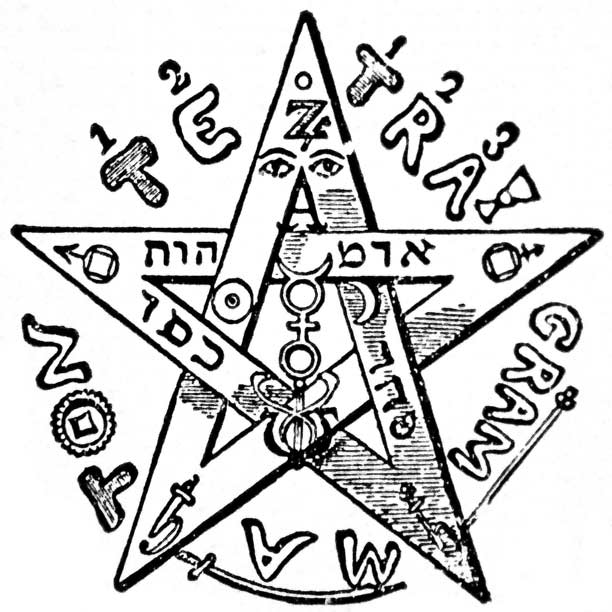
التنجيم والشكل الخماسي للساحر إيليفاس ليفي، والذي اعتبره رمزاً للعالم المصغر، أو الإنسان.

يشير جوته في فاوست (1808) إلى استخدام رمز النجمة الخماسية في الفلكلور الألماني (يسمى درودينفوس بالألمانية)، حيث يمنع النجم الخماسي مفستوفيليس من مغادرة الغرفة (لكنه لم يمنعه من الدخول بنفس الطريقة، بسبب أنه لم يتم رسم نقاط الحواف الخارجية للشكل بصورة كاملة):
مفيستوفيليس:
يجب أن أعترف، عتبة خطوتي خاصتك عائق طفيف لا يعيق قدم الساحر [درودينفوس] هل أحتفظ بها.
فاوست:
النجم الخماسي؟ سلامك لا مار لي يا ابن الجحيم اشرح لي كيف دخلت، إذا كان هذا مخرجك؟ هل يمكن أن تقع مثل هذه الروح في شرك؟
مفيستوفيليس:
راقبها جيدًا، لم يتم رسمها بعناية، إحدى الزوايا التي تشير بدونها هو، كما ترى، ليست مغلقة تمامًا.

### رمزية شرق آسيا

مراحل وو شينغ الخمس

العناصر الخمسة (بالصينية: 五行) أو نظرية العناصر الخمسة أو الوو شينغ هي مفهوم نظري شائع في الثقافة الصينية عمومًا وفي الطاوية خصوصًا، صيغ لتقديم تفسير للظواهر في الطبيعة. تهتم نظرية العناصر الخمسة بوصف التآثرات (التأثيرات المتبادلة) بين خمسة مكوّنات موجودة في الطبيعة، وهي الخشب والنار والتراب (الأرض) والفلز والماء؛ والعمليات التي تؤدي بالانتقال من طور أو حالة إلى أخرى. وهي تميز عن العناصر اليابانية أو اليونانية القديمة التكوينية، بسبب تركيزها على التحولات والتغييرات الدورية. إن الوو شينغ هي الفلسفة الأساسية وعقيدة الطب الصيني التقليدي وممارسة الوخز بالإبر.

### الاستخدام في السحر والتنجيم الحديث

نجمة خماسية مع "أحرف فيثاغورث"

بناءً على السحر والتنجيم في عصر النهضة، وجد النجم الخماسي طريقه إلى رمزية علماء التنجيم المعاصرين. استخدامه الرئيسي هو استمرار للاستخدام البابلي القديم للنجمة الخماسية كسحر عجيب للحماية من قوى الشر. زعم إليفاس ليفي أن «النجم الخماسي يعبر عن هيمنة العقل على العناصر وبهذه العلامة نربط شياطين الهواء وأرواح النار وأشباح الماء وأشباح الأرض بهذه الروح».
طورت جماعة الفجر الذهبي الهرمسية استخدام النجم الخماسي في طقوس تُسمى طقوس النجمة الخماسية للنفي الأصغر، (Lesser banishing ritual of the pentagram) والتي لا تزال تستخدم حتى يومنا هذا من قبل أولئك الذين يمارسون السحر مثل أفراد جماعة الفجر الذهبي. واستخدم أليستر كراولي النجمة الخماسية في نظام سحر الثيليما: يمثل النجم الخماسي المعاكس أو المقلوب نزول الروح إلى المادة، وفقًا لتفسير لون ميلو دوكيت. تناقض كراولي مع رفاقه القدامى في النظام المحكم للفجر الذهبي، الذين، بعد ليفي، اعتبروا هذا التوجه للرمز شريرًا وربطه بانتصار المادة على الروح.

### الاستخدم في الحركات الدينية الجديدة

#### العقيدة البهائية
النجمة الخماسية هي رمز الديانة البهائية. في الدين البهائي، يُعرف النجم بالمعبد، وقد أنشأه حضرة الباب. كتب حضرة الباب وحضرة بهاء الله أعمالًا مختلفة على شكل نجمة خماسية.

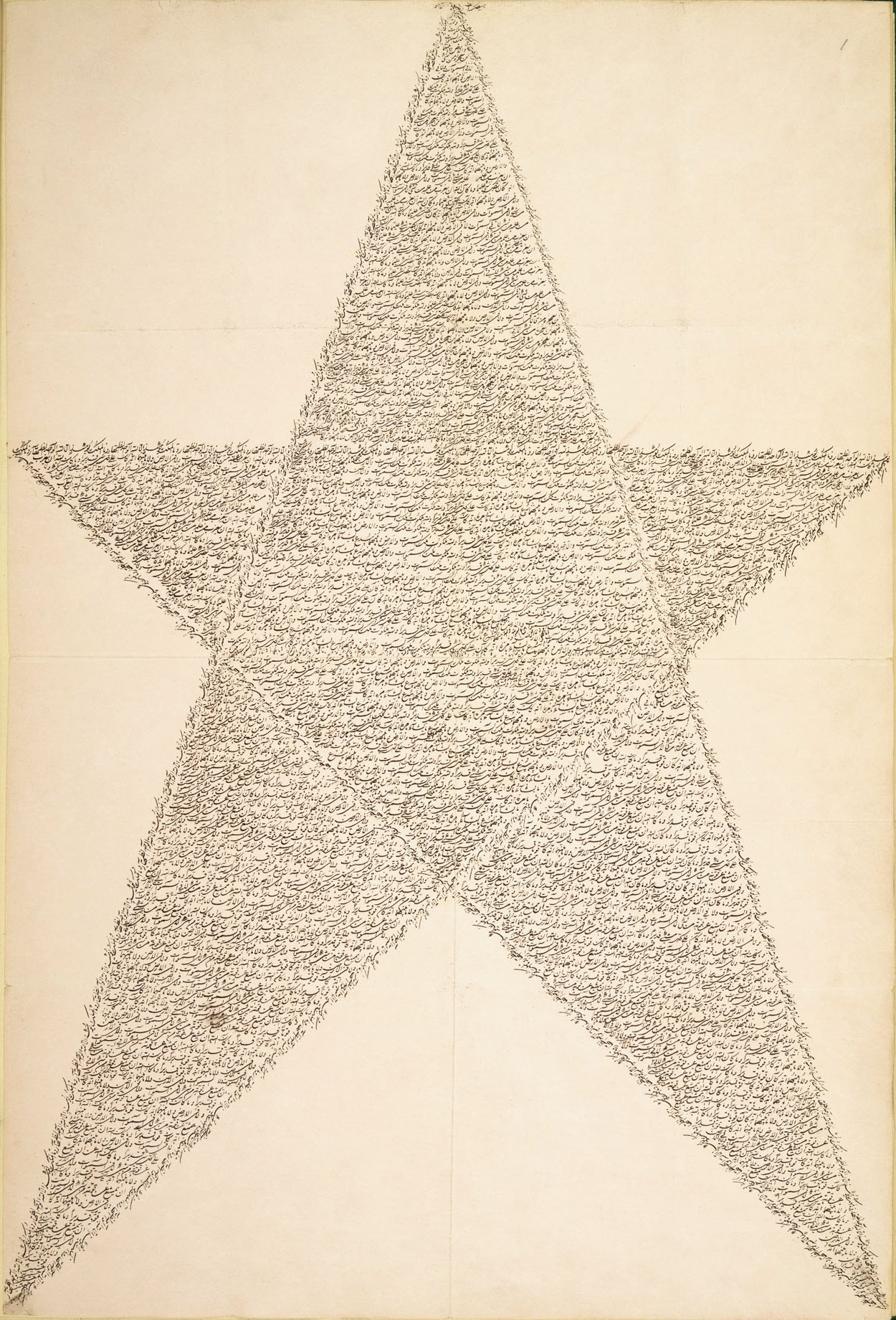
نجمة خماسية مرسومة بيد سید‌ علي محمد الشيرازي .
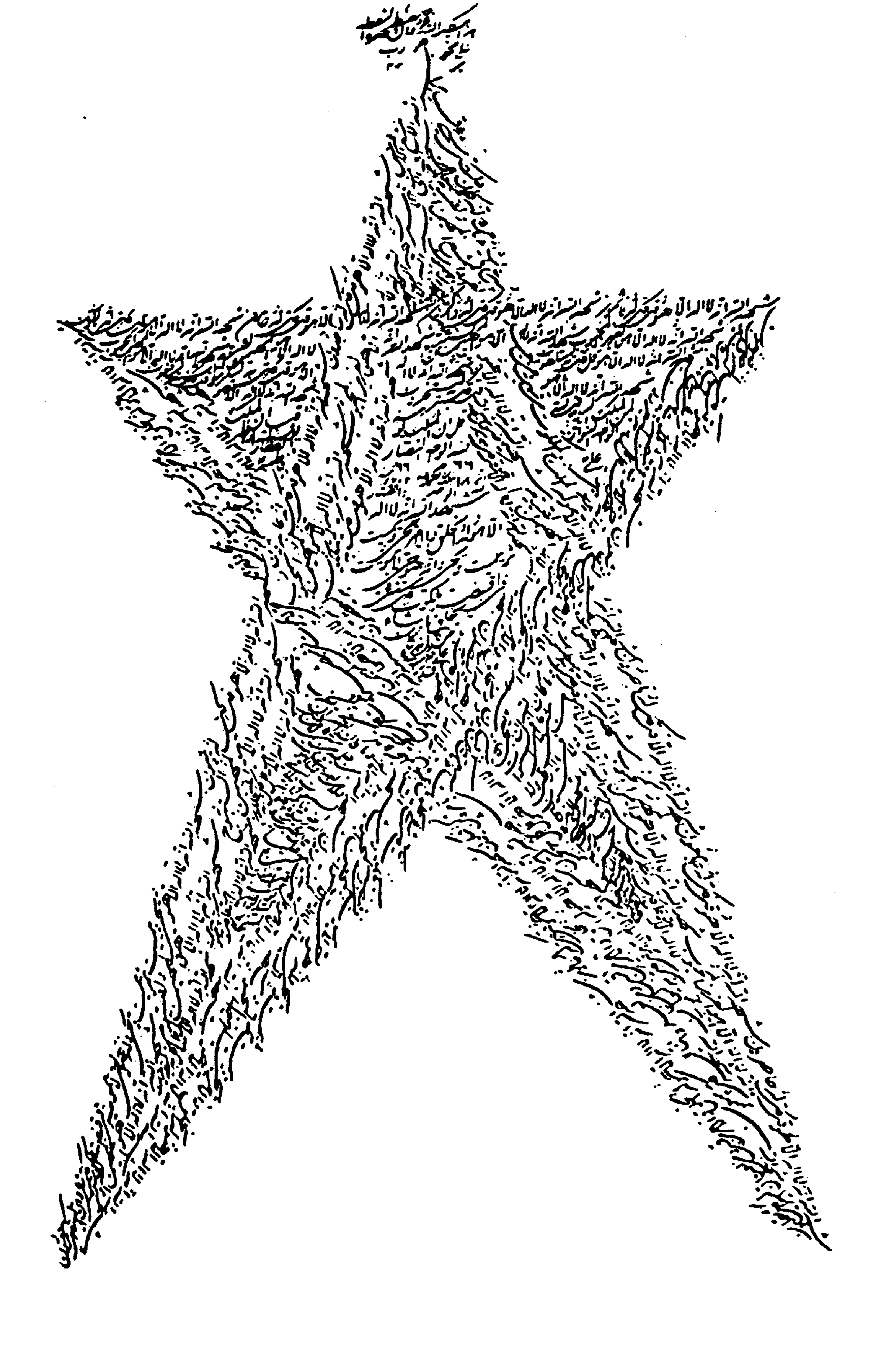
عمل غير معروف لحضرة الباب.
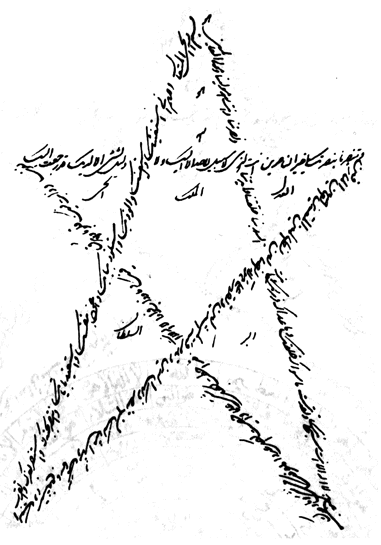
عمل غير معروف لحضرة الباب.

#### كنيسة يسوع المسيح لقديسي الأيام الأخيرة
من المفترض أن كنيسة يسوع المسيح لقديسي الأيام الأخيرة قد بدأت في استخدام كل من النجوم الخماسية المستقيمة والمقلوبة في بنية الهيكل، والتي يرجع تاريخها إلى معبد ناوفو إلينوي المخصص في 30 أبريل 1846. معابد أخرى مزينة بنجوم خماسية في الاتجاهين تشمل معبد سولت ليك ومعبد لوجان يوتا. تأتي هذه الاستخدامات من الرمزية الموجودة في سفر الرؤيا الإصحاح 12: «وظهرت عجب عظيم في السماء: امرأة متسربلة بالشمس والقمر تحت قدميها وعلى رأسها تاج من اثني عشر نجمة».

#### ديانة الويكا
بسبب الارتباط المتصور مع الشيطانية والتنجيم، سعت العديد من مدارس الولايات المتحدة في أواخر التسعينيات إلى منع الطلاب من عرض النجم الخماسي على الملابس أو المجوهرات. في المدارس العامة، تم تحديد مثل هذه الإجراءات من قبل الإداريين في عام 2000 على أنها تنتهك حق التعديل الأول للطلاب في حرية ممارسة الدين.
تمت إضافة النجم الخماسي المحاط (المشار إليه باسم النجمة الخماسية من قبل المُدعين) إلى قائمة 38 رمزًا دينيًا معتمدًا ليتم وضعها على شواهد القبور لأعضاء الخدمة الذين سقطوا في مقبرة أرلينغتون الوطنية في 24 أبريل 2007. تم اتخاذ القرار بعد عشرة طلبات من عائلات الجنود القتلى الذين مارسوا الويكا. دفعت الحكومة للأسر 225 ألف دولار أمريكي لتسوية الدعاوى القضائية المعلقة.

### استخدامات دينية أخرى

#### الديانة السيريرية
النجم الخماسي هو رمز الكون في الديانة السيريرية وأسطورة الخلق السيريرية. يمثل العوالم الثلاثة في نشأة الكون السيريرية: العالم غير المرئي، والعالم الأرضي والعالم الليلي. النجمة الخماسية هي رمز لدين سيرير وشعب سيرير في غرب إفريقيا. يُطلق عليه اسم (Yoonir) يونير بلغتهم، وهو يرمز إلى الكون في أسطورة إنشاء الخلق بالنسبة الي ديانة سيرير، ويمثل أيضًا النجم سيريوس.

#### الديانة الدرزية
تستخدم النجمة الخماسية بنسخة متعددة الألوان كرمز للديانة الدرزية.

### استخدامات حديثة أخرى
- تظهر النجمة الخماسية الموضوعة بشكل خاتم سليمان (بنتاغرام) على علم المغرب (تم اعتماده عام 1915) وعلى علم إثيوبيا (تم اعتماده في عام 1996 وتم تعديله في عام 2009)

علم المغرب
علم إثيوبيا

- (وسام النجمة الشرقية)، وسام النجمة الشرقية وهي منظمة (تأسست عام 1850) مرتبطة بالماسونية، تستخدم نجمة خماسية كرمز لها، مع المثلثات الخمسة متساوية الساقين للنقاط الملونة باللون الأزرق والأصفر والأبيض والأخضر والأحمر. في معظم الفصول الكبرى، يتم استخدام النجم الخماسي مع الإشارة إلى أسفل، ولكن في القليل منها يشير إلى الأعلى. غالبًا ما يكون لضباط الفرع الكبير نقش خماسي حول النجمة [38](الشعار المعروض هنا من جمعية قاعة الأمير).

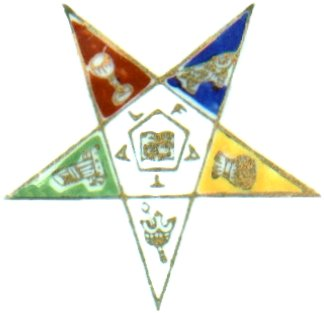
شعار منظمة وسام النجمة الشرقية

يظهر النجم الخماسي على علم مدينة هاكسبيرخن الهولندية، وكذلك على شعار النبالة الخاص بها.

علم هاكسبيرخن

يظهر النجم الخماسي على علم مدينة ناغازاكي اليابانية، وكذلك على شعارها.

علم مدينة ناغازاكي

## الشكل الخماسي لكوكب الزهرة

النجم الخماسي لفينوس

النجم الخماسي لكوكب الزهرة هو المسار الواضح لكوكب الزهرة كما لوحظ من الأرض. تتكرر عمليات الاقتران السفلية المتتالية للزهرة مع صدى مداري يبلغ حوالي 13: 8 - أي أن كوكب الزهرة يدور حول الشمس 13 مرة تقريبًا لكل ثمانية مدارات للأرض - ويتحرك بمقدار 144 درجة عند كل اقتران أدنى. أطراف الحلقات الخمس في مركز الشكل لها نفس العلاقة الهندسية مع بعضها البعض مثل الرؤوس أو النقاط الخمسة لخمس خماسي، ولكل مجموعة من خمسة تقاطعات متساوية البعد من مركز الشكل نفس العلاقة الهندسية.
1. تستخدم في الرياضيات.
2. رموز دينية.
3. علم الدول.
4. إحدى الاشكال الهندسية والمضلعات.
5. تستخدم في الشعوذة والسحر.

## معرض صور

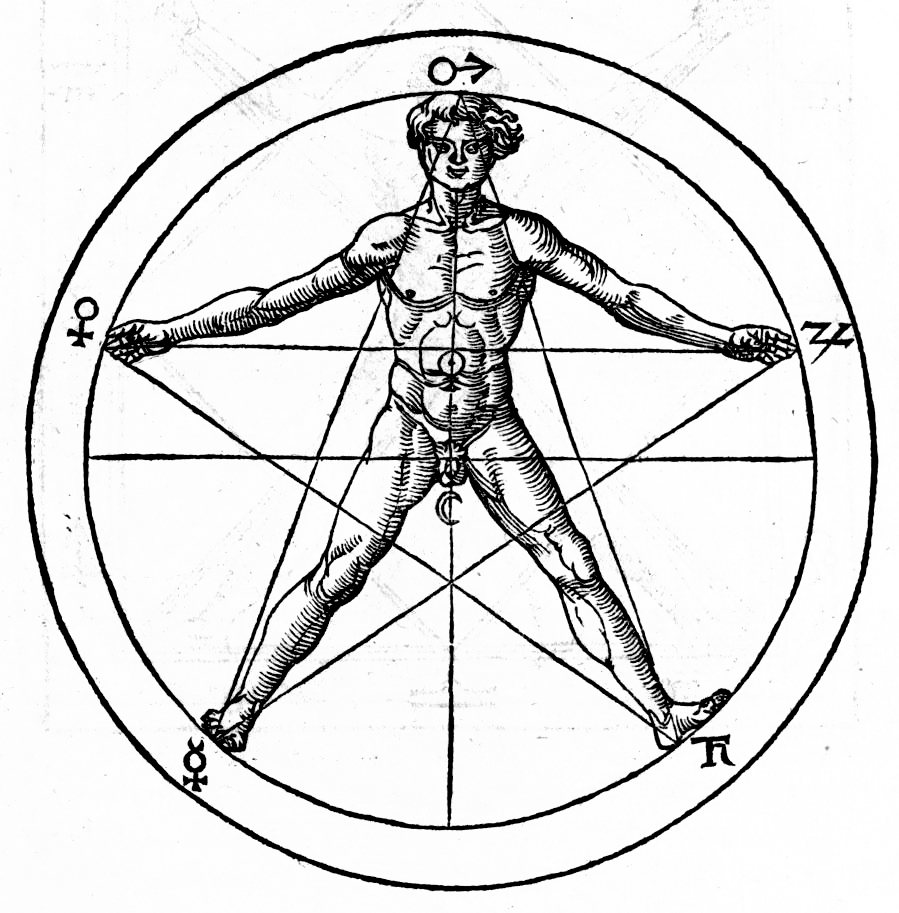
رجل منقوش في نجمة خماسية، من كتاب هاينريش كورنيليوس أجريبا ثلاثة كتب عن فلسفة التنجيم. العلامات الخمس عند رؤوس النجم الخماسي هي علامات فلكية.
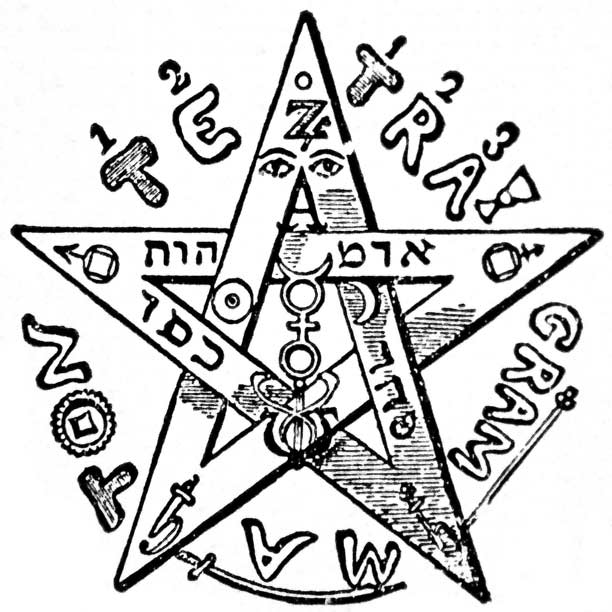
التنجيم والشكل الخماسي للساحر إيليفاس ليفي، والذي اعتبره رمزاً للعالم المصغر، أو الإنسان.
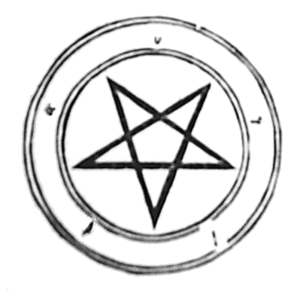
نجمة خماسية أخرى من كتاب أغريبا. هذه واحد لديها أحرف فيثاغورس منقوشة حول الدائرة.